# Ethel Merman
Ethel Merman (16 janvier 1908 à New York - 15 février 1984 à New York), est une chanteuse et actrice américaine de Broadway, interprète de films musicaux. Elle est reconnue pour sa voix exquise et portante, son style de chant théâtral, ses manières extravagantes et ses rôles qui pour la plupart du temps sont des femmes explosant d’assurance et possédant un cœur d’or.

## Biographie

### Ses débuts
Ethel Merman est née Ethel Agnes Zimmermann. Elle est la fille d'Edward Zimmermann, un comptable et pianiste amateur, et d'Agnes Gardner Zimmermann, une institutrice. Ethel débute dans la chanson très jeune. Démontrant énormément de talent, celle-ci chante dans les camps militaires locaux pour divertir les soldats durant la Première Guerre mondiale. Une fois diplômée de son école secondaire elle entame une carrière de secrétaire (notamment sous la direction de Caleb Bragg et de Victor W. Kliesrath au début des années 1920). Mais bientôt elle est reconnue comme chanteuse de boîte de nuit et se hisse graduellement aux meilleures places. C'est alors qu'Ethel Zimmermann raccourcit son nom en Ethel Merman en enlevant les trois premières lettres (Zim) et la dernière lettre (n) de son nom de famille. Lors d'une de ses prestations au Brooklyn Paramount, le producteur Vinton Freedley la remarque.

### Sa carrière
C'est avec la comédie musicale de George et Ira Gershwin, Girl Crazy en 1930, qu'Ethel fait ses débuts de scène. Cette œuvre est un succès énorme avec la fameuse interprétation de I Got Rhythm, une chanson qui est à tout jamais liée à Merman. Pendant les présentations de cette pièce, Ethel fait apparition au Casino du Central Park et débute aussi sa carrière d'actrice de film au studio Paramount, qui est à ce moment situé à New York. La plupart de ceux-ci sont des courts métrages ou des dessins animés. Sa première véritable apparition dans un film est Follow the Leader sorti en décembre 1930. La deuxième comédie musicale de Broadway de la chanteuse est George White's Scandals en 1931. Elle a son premier grand succès en 1932, avec la chanson How Deep Is the Ocean?. Le même mois, la chanteuse poursuit avec sa troisième pièce musicale intitulée Take a Chance. En janvier 1933, la chanson Eadie Was a Lady est également un succès.

En septembre 1933, la chanteuse va à Hollywood pour jouer en tant qu’actrice, en compagnie de Bing Crosby, dans le film We're Not Dressing (sorti en avril 1934) et dans le film Kid Millions avec l'acteur Eddie Cantor (celui-ci sorti en novembre 1934). Ce même mois la chanson An Earful of Music du film Kid Millions est devenue un succès. Par la suite, Ethel retourne à Broadway pour jouer dans le musical Anything Goes (1934) de Cole Porter. C'est le plus grand succès de Merman jusque-là ; plus de 420 présentations et deux chansons à succès soit You're the Top et I Get a Kick Out of You. Ethel Merman retourne à Hollywood en janvier 1936 pour jouer une fois de plus avec Eddie Cantor dans son deuxième film Strike Me Pink. Par la suite, la chanteuse joue dans l’adaptation cinématographique de la comédie musicale Anything Goes assistée de Bing Crosby (février 1936). Après quoi, en octobre 1936, elle retourne à New York pour jouer dans le prochain Broadway de Cole Porter, Red, Hot and Blue avec Jimmy Durante} et Bob Hope.

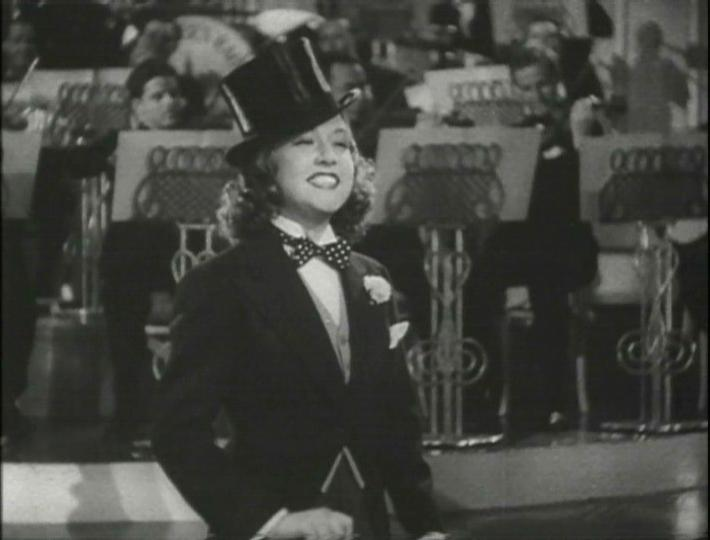
La Folle Parade (1938).

La chanteuse signe un nouveau contrat de film avec 20th Century Fox pour ensuite apparaître dans trois films tous sortis en 1938 : Happy Landing en janvier, l'anthologie d'Irving Berlin La Folle Parade en août et Straight, Place and Show en octobre. Même si Ethel continue occasionnellement de jouer dans des films, ceci marque la fin de sa carrière d'actrice de film à temps plein. Le musical Stars in Your Eyes d'Arthur Schwartz et Dorothy Fields ramène Ethel Merman au Broadway en 1939. Elle se lance ensuite vers le musical Du Barry Was a Lady de Cole Porter devenant son plus grand succès depuis Anything Goes avec 408 présentations. Son quatrième musical de Porter, Panama Hattie, a encore plus de succès avec 501 présentations (octobre 1940).
Le 14 novembre 1940, Ethel Merman épouse William Jacob Smith qui est un agent théâtral, mais ceux-ci divorcent l'année suivante. Elle se remarie avec Robert Daniels Levitt, un propriétaire de journal. Ils ont deux enfants : Ethel le 20 juillet 1943 et Robert Jr. le 11 août 1945.
Pendant cette période, Merman joue dans le cinquième musical de Cole Porter, Something for the Boys en 1943 et fait une apparition dans le film Le Cabaret des étoiles (Stage Door Canteen) (juin 1943). Suit Annie Get Your Gun, le musical le plus présenté dans toute la carrière de Merman, avec 1 147 présentations. Ils commencent la tournée en 1946 et la terminent trois ans plus tard. L'album sonore du musical grimpe dans le Top 10. Elle a sa propre série radio pendant l'année 1949, The Ethel Merman Show. Elle retourne ensuite à Broadway pour jouer dans le musical de Berlin, Call Me Madam en 1950. Sa performance dans ce musical lui fait gagner un Tony Award, un des prix les plus importants dans la scène théâtrale, en tant que meilleure actrice. Encore une fois, l'album sonore a un important succès.
En juin 1952, Ethel et son deuxième mari divorcent. Le 9 mars 1953, la chanteuse épouse le président de la compagnie aérienne « Continental Airlines », Robert Six (en).

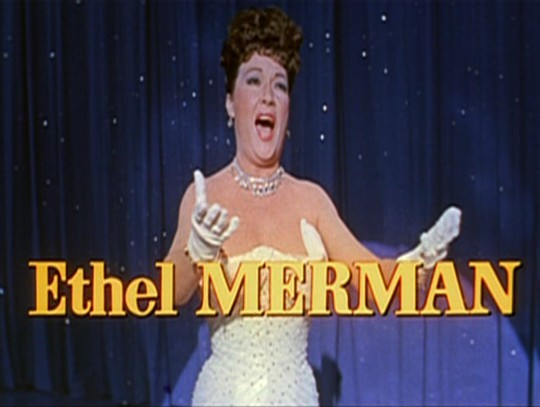
La Joyeuse Parade (1954).

Le même mois, Ethel joue dans une adaptation cinématographique de Call Me Madam ; son premier rôle de film principal en quinze ans. À partir de ce point, elle partage son temps entre le théâtre, la télévision et les films. En juin 1953, Merman apparaît dans une série d'émissions télévisées : The Ford 50th Anniversary Show. Elle chante en duo avec une autre vedette de Broadway, Mary Martin. Elle interprète aussi une petite adaptation de Anything Goes avec Frank Sinatra et de Panama Hattie. En décembre 1954, Ethel joue dans le film La Joyeuse Parade, un film d'Irving Berlin. Dans la troupe, nous reconnaissons Dan Dailey, Donald O'Connor et Marilyn Monroe. Encore une fois, l'album du film se classe au Top 10. En 1956, la chanteuse retourne à Broadway avec le musical Happy Hunting ayant 412 présentations. Gypsy est son prochain musical. Celui-ci est représenté à 702 reprises à Broadway, à partir de 1959, sans compter la tournée nationale de neuf mois de la troupe. Ethel y participe jusqu’à sa fin en 1961. Ce musical a beaucoup de succès. On le considère souvent comme le point culminant de la carrière d'Ethel Merman. L'album de musique demeure au Top 10 pendant plus de deux semaines et il gagne un Grammy Award pour le meilleur album de film. Ethel est également nommée en tant que meilleure actrice principale pour un Tony Award. Il est cependant remporté par Mary Martin dans La Mélodie du bonheur. Merman commente par la suite : You can't buck a nun!
Ethel divorce de son troisième mari en décembre 1960. Le 26 juin 1964, elle se remarie avec Ernest Borgnine, pour se séparer 38 jours après ; ils divorcent en novembre 1965.
Dans le courant des années 1960, Merman fait un retour aux prestations dans les boîtes de nuit. Elle fait également apparition à la télévision et occupe des petits rôles dans les films It's a Mad, Mad, Mad World en 1963 et Gare à la peinture en 1965. Elle joue de même dans la reprise du musical Annie Get Your Gun en 1966. Cette pièce occasionne un album succès dans le palmarès et donne lieu à une adaptation présentée à la télévision en 1967. Après quoi, Merman part en tournée avec la troupe du musical Call Me Madam. Entre les années 1950 et 1970 la chanteuse apparaît régulièrement à la télévision comme invitée spéciale. Le 28 mars 1970, Ethel devient la huitième personne à interpréter le rôle principal de la pièce Hello Dolly!. Elle joue dans celui-ci jusqu'à sa fin. Entre les années 1970 et le début des années 1980, la chanteuse poursuit ses apparitions à la télévision, joue quelques rôles de films mineurs comme Won Ton Ton, the Dog Who Saved Hollywood (1976), ou le film Y a-t-il un pilote dans l'avion ? (1980). Elle donne également quelques concerts. Ayant une incroyable carrière durant plus de cinquante ans, la dernière prestation de la chanteuse est au Carnegie Hall le 10 mai 1982. Après une carrière remplie et mouvementée la star meurt en 1984 d'une tumeur au cerveau.

### Son style
Ethel Merman a régné sur Broadway comme une vraie reine pour près d'un demi-siècle, et à juste titre : cette mezzo-soprano savait, comme personne d'autre, projeter sa voix jusqu'au fond des salles de théâtre, un avantage capital avant l'apparition des amplificateurs de son. Lorsque les autres chanteurs essaient de projeter leur voix comme Ethel, celles-ci s'affaiblissent. Tandis que Merman projette sa voix en ne démontrant aucune distorsion ou perte de clarté. Lorsque l'on assistait aux pièces d'Ethel, le timbre de la chanteuse se faisait souvent oublier ; tout ce qui restait dans le souvenir des spectateurs, c'était la force hallucinante de sa voix. En 1930, lors du musical Girl Crazy qui a lancé sa carrière, Ethel commente :
« In the second chorus of « I Got Rhythm », I held a high C note for 16 bars while the orchestra played the melodic line - a big, tooty thing - against the note. By the time I'd held that note for four bars the audience was applauding. They applauded through the whole chorus and I did several encores. […] Few people have the ability to project a big note and hold it. It's not just a matter of breath; it's a matter of power in the diaphragm. I'd never trained my diaphragm, but I must have a strong one. When I finished the song, a star had been born. Me. »
Plusieurs critiques, commentateurs et animateurs d'émissions télévisées font des plaisanteries sur cette projection vocale extraordinaire. Le Perry Como Show de 1957 en est un exemple. Elle se fait fréquemment comparer à une tempête, à un ouragan, voire à un cyclone. Ethel Merman ne prend jamais de cours de chant. En fait, après avoir lu les critiques de Girl Crazy, George Gershwin supplie Ethel de ne jamais en prendre, de peur qu'un changement ne se produise dans sa voix. Outre un sens du rythme extraordinaire, Ethel possède une excellente diction et sait contrôler sa respiration à la perfection. Les spectateurs entendent chaque mot qu'Ethel chante, que ce soit fort ou doucement. « When you write lyrics for Ethel, they better be good, for if they're bad everybody's going to hear them anyhow », affirme Irving Berlin. Ethel a également une nature de caméléon. Elle chante toutes sortes de styles musicaux : des berceuses, des ballades, des numéros de jazz, etc. De plus, elle n'éprouve jamais de trac avant ses concerts. Elle précise : « I can never remember being afraid of an audience. If the audience could do better, they'd be up on stage and I'd be out there watching them. »

## Performances scéniques
- 1930 – Girl Crazy : Kate Fothergill
- 1931 – George White’s Scandals
- 1932 – Humpty Dumpty : Wanda Brill
- 1932 – Take a Chance : Wanda Brill
- 1934 – Anything Goes : Reno Sweeney
- 1936 – Red, Hot and Blue! : Nails O'Reilly Duquesne
- 1939 – Stars in Your Eyes : Jeanette Adair
- 1939 – Du Barry Was a Lady[1] : May Daly
- 1940 – Panama Hattie : Hattie Maloney
- 1943 – Something for the Boys : Blossom Hart
- 1946 – Annie du Far West (Annie Get Your Gun) : Annie Oakley
- 1950 – Call Me Madam : Mme Sally Adams
- 1956 – Happy Hunting: Liz Linvingstone
- 1959 – Gypsy (Gypsy : A Musical Fable) : Rose
- 1966 – Annie du Far West (Annie Get Your Gun) : Annie Oakley
- 1970 – Hello, Dolly ! : Mme Dolly Gallagher Levi

## Filmographie

### Courts métrages
- 1930 – The Cave Club
- 1930 – Her Future
- 1931 – Devil Sea
- 1931 – Roaming
- 1931 – Ireno : Irene
- 1931 – Be Like Me
- 1932 – Let Me Call You Sweetheart
- 1932 – You Try Somebody Else
- 1932 – Time on My Hands
- 1932 – Old Man Blues : Helen
- 1933 – Song Shopping

### Longs métrages
- 1930 : Follow the Leader : Helen King
- 1934 : We're Not Dressing : Edith
- 1934 : Kid Millions : Dot Clark
- 1935 : Symphonie burlesque (The Big Broadcast of 1936)
- 1936 : Strike Me Pink : Joyce Lennox
- 1936 : Transatlantic Follies (Anything Goes) de Lewis Milestone : Reno Sweeney
- 1938 : Happy Landing : Flo Kelly
- 1938 : La Folle Parade (Alexander’s Ragtime Band) : Gerry Allen
- 1938 : Un cheval sur les bras (Straight, Place and Show) de David Butler : Linda Tyler
- 1943 : Le Cabaret des étoiles (Stage Door Canteen)
- 1953 : Appelez-moi Madame (Call Me Madam) : Sally Adams
- 1954 : La Joyeuse Parade (There's No Business Like Show Business) : Molly Donahue
- 1963 : Un monde fou, fou, fou, fou (It's a Mad, Mad, Mad, Mad World) : Mme Marcus
- 1965 : Gare à la peinture (The Art of Love) : madame Coco La Fontaine
- 1974 : Journey Back to Oz : Mombi, la mauvaise sorcière (voix)
- 1976 : Won Ton Ton, le chien qui sauva Hollywood (Won Ton Ton, the Dog Who Saved Hollywood) de Michael Winner : Hedda Parsons
- 1980 : Y a-t-il un pilote dans l'avion ? (Airplane!) : lieutenant Hurwitz

## Apparitions télévisées
- 1953 : The Ford 50th Anniversary Show
- 1954 : Panama Hattie : Hattie Maloney
- 1961 : Merman On Broadway
- 1963 : L'Extravagante Lucie (The Lucy Show)
- 1963 : Maggie Brown : Maggie Brown
- 1965 : An Evening with Ethel Merman
- 1966 : Holliwood Palace Télévision March 1966, avec Fred Astaire
- 1967 : Annie Get Your Gun : Annie Oakley
- 1967 : Tarzan and the Mountains of the Moon
- 1967 : Batman, The Sport of Penguins
- 1967 à 1968 : That Girl
- 1972 : 'S Wonderful, 'S Marvelous, 'S Gershwin
- 1973 : Ed Sullivan's Broadway
- 1976 : Le Muppet Show (The Muppet Show)
- 1976 et 1978 : Match Game (en) PM
- 1977 : You're Gonna Love It Here
- 1978 : A Salute to American Imagination
- 1978 : A Special Sesame Street Christmas (en)
- 1979 : Rudolph and Frosty's Christmas in July (en) : Lilly Loraine (voix)
- 1979 à 1982 : La croisière s'amuse (The Love Boat)
- 1982 : Night of 100 Stars

## Voix Françaises
Certaines voix n'ont pas encore été identifiées.
- Lita Recio dans :
  - 1963 : Un monde fou, fou, fou, fou
  - 1965 : Gare à la peinture

## Discographie
- 1950- Songs She Made Famous (Decca, disque de 10 pouces en vinyle)
- 1956 - Call Me Madam (Decca, avec Dick Haymes, Eileen Wilson)
- 1956 - A Musical Autobiography Volumes 1 & 2 (Decca)
- 1967 - Merry-Go-Round (A&M)
- 1973 - Merman Sings Merman (Decca)
- 1975 - Ethel's Ridin' High (Decca)
- 1979 - The Ethel Merman Disco album